# 이용하
이강호(1995년 5월 3일 ~ )는 넥센 히어로즈의 전 야구 선수다. 아버지는 전 야구 선수 이병훈이며, 형은 전 연천 미라클 선수인 이청하다. 2016년 본인 요청으로 자유 계약 신분이 되었으며, 2017년 육군 훈련소에 조교로 입대했다.

## 출신 학교
- 인헌초등학교
- 이수중학교
- 성남고등학교

## 가족 관계
- 아버지: 이병훈(李炳勳, 1967년 5월 17일 ~ 2024년 7월 12일)
- 어머니: 백영미(1967년 ~ )
- 형: 이청하(1992년 1월 7일 ~ )
- 아내: 김상미
- 아들: 이지안(2022년 12월 19일 ~ )